# Willie McGee
Willie Dean McGee (né le 2 novembre 1958 à San Francisco, Californie, États-Unis) est un ancien voltigeur de centre au baseball, qui a joué dans les Ligues majeures de 1982 à 1999.
Joueur par excellence de la Ligue nationale en 1985, champion frappeur à deux reprises, et invité quatre fois au match des étoiles, McGee a passé 13 de ses 18 saisons avec les Cardinals de Saint-Louis.

## Carrière
Sélectionné en première ronde (15e au total) par les Yankees de New York en 1977, Willie McGee est échangé aux Cardinals le 21 octobre 1981 contre le lanceur Bob Sykes.
Il est assigné par les Cards au club-école AAA des Redbirds de Louisville, mais est rapidement rappelé par le grand club. Il fait ses débuts le 10 mai 1982 à Cincinnati et prend part à 123 matchs de saison régulière, complétant sa saison recrue avec une moyenne au bâton de 296, 125 coups sûrs et 56 points produits. Il termine 3e au scrutin visant à élire la recrue de l'année dans la Ligue nationale.
Il participe à sa première Série mondiale en 1982, et les Cards l'emportent sur les Brewers de Milwaukee, champions de la Ligue américaine. En Série de championnat contre Atlanta, McGee frappe pour, 308, avec un circuit et cinq points. En finale, il cogne deux longues balles et produit cinq autres points. Ses 3 circuits lors des éliminatoires de cette année-là étaient à peine un de moins que son total durant toute la saison régulière.
Dès 1983, il reçoit sa première invitation au match des étoiles. Il boucle la saison avec une moyenne de, 286 et de nouveaux sommets personnels de 172 coups sûrs et 75 points produits. Il gagne un premier Gant doré pour son excellence en défensive.
En 1984, McGee rehausse sa moyenne à, 291. Et c'est l'année suivante, en 1985, qu'il connaît sa meilleure saison, décrochant le championnat des frappeurs avec sa moyenne la plus élevée en carrière (, 353). Il frappe 216 coups sûrs et totalise 114 points marqués (deux records personnels) en plus de claquer 10 circuits et de produire 92 points. Il obtient sa deuxième invitation au match des étoiles, remporte un Bâton d'argent, mérite son second Gant doré, et est élu joueur par excellence de la Ligue nationale. Saint-Louis atteint la Série mondiale pour la seconde fois en quatre ans, mais s'incline devant les Royals de Kansas City.
Les Cardinals de cette époque misaient beaucoup sur la rapidité, avec Vince Coleman, Ozzie Smith et Willie McGee. Auteur de 39 et 43 buts volés en 1983 et 1984, McGee vole un record personnel de 56 buts en 1985. Il dépassera les 30 buts volés à deux autres reprises, avec 41 en 1988 et 31 en 1990.
Après une baisse de production en 1986, année où il mérite quand même son 3e Gant doré, le voltigeur se ressaisit de belle façon en établissant un nouveau record personnel de 105 points produits en 1987. Il cogne également 11 coups de circuit, son plus haut total en carrière. Les Cards remportent à nouveau le championnat de leur division. McGee frappe pour, 308 en Série de championnat contre San Francisco et excelle en Série mondiale, frappant pour, 370 et produisant 4 points contre Minnesota, mais son équipe s'incline encore une fois en 7 parties lors de la finale.
Willie McGee est invité encore deux fois au match des étoiles, en 1987 et 1988.
Le 29 août 1990, le joueur des Cards est échangé aux Athletics d'Oakland en retour du jeune voltigeur Felix Jose et de deux joueurs des ligues mineures. Sa moyenne au bâton, qui jusque-là était de, 335, chute à, 324 à Oakland, mais il termine quand même premier à ce chapitre dans la Nationale. 
Il participe aux éliminatoires avec Oakland, qui s'incline en Série mondiale face à Cincinnati.
McGee s'aligne avec les Giants de San Francisco, avec qui il a signé comme agent libre, de 1991 à 1994. Après un bref passage chez les Red Sox de Boston en 1995, il est signé à nouveau par les Cards de Saint-Louis, avec qui il évolue jusqu'à la fin de sa carrière, en 1999.
En 2 201 parties jouées dans les Ligues majeures, Willie McGee a frappé 2254 coups sûrs, dont 350 doubles, 94 triples et 79 circuits. Il a produit 856 points et en a marqué 1010, en plus de voler 352 buts. Sa moyenne au bâton en carrière est de, 295.
Il a aussi pris part à 54 matchs éliminatoires, frappant pour, 276 avec 4 circuits, 23 points produits et 27 points marqués.

## Honneurs et exploits
- Joueur par excellence de la Ligue nationale en 1985.
- Champion frappeur de la Ligue nationale en 1985 et 1990.
- A participé 4 fois au match des étoiles (1983, 1985, 1987, 1988).
- A remporté 3 Gants dorés (1983, 1985, 1986).
- A remporté un Bâton d'argent (1985).
- A remporté une Série mondiale (1982).
- A participé à 11 rondes éliminatoires, incluant 4 Séries mondiales (1982, 1985, 1987, 1990).